# Milichiidae
Milichiidae es una familia de dípteros o moscas. La mayoría de las especies son muy pequeñas y de color oscuro. Se conoce muy poco de su biología; los que se conocen mejor son cleptoparásitos de invertebrados depredadores. Los seres humanos han diseminado especies de esta familia por el mundo entero, por eso son de distribución casi mundial.
En una época se los incluía en la familia Carnidae. también se los colocaba en la superfamilia Agromyzoidea. Si bien son muy pequeñas, tienen cabezas desproporcionadamente grandes cuando se las compara con otras familias como Phoridae.

## Biología
El período larval generalmente dura de 2 a 3 semanas en climas templados. La larva se alimenta principalmente de materia vegetal en descomposición o madera o corteza; también puede alimentarse de estiércol. Algunas se alimentan de materia fecal humana y se las llama moscas de la suciedad. Algunas especies se alimentan de pescados muertos y de carroña, lo cual las hace útiles en entomología forense.
Algunas especies se encuentran en nidos de aves o de murciélagos.
Los adultos de algunas especies rondan a depredadores, como arañas y miembros de la familia Reduviidae y se comportan como cleptoparásitos. Parecen alimentarse de los fluidos de la víctima.

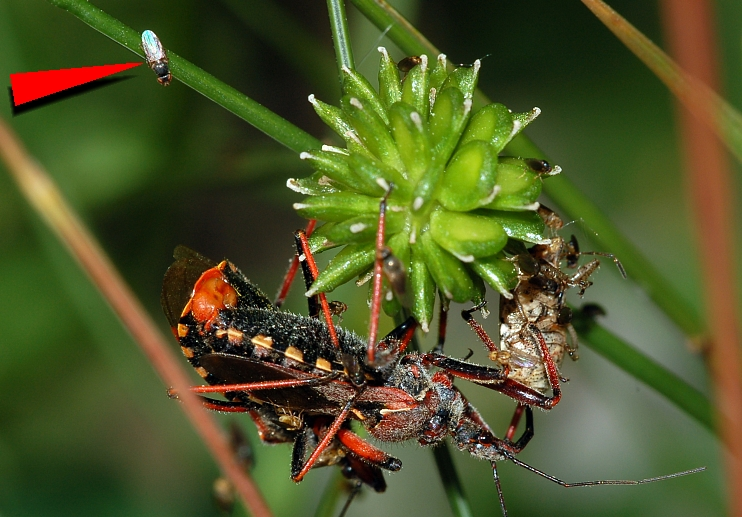
Milichiidae cerca de Rhinocoris en apareamiento mientras la hembra se alimenta

Subfamilia Madizinae

## Algunos géneros

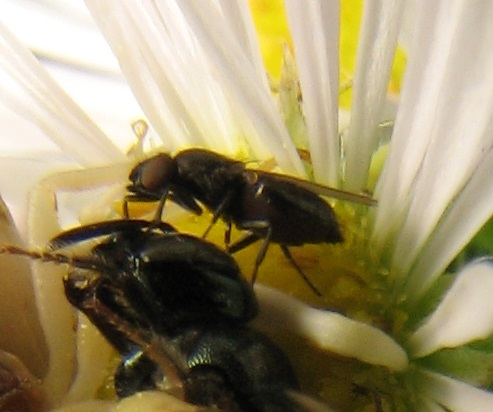
Neophyllomyza sp. en abeja depredada por Phymata

- Aldrichiomyza Hendel, 1914
- Desmometopa Loew, 1866[8]
- Enigmilichia Deeming, 1981
- Leptometopa Becker, 1903
- Madiza Fallén, 1810[8]
- Paramyia Williston, 1897
- Stomosis Melander, 1913

Subfamilia Milichiinae
- Eusiphona Coquillett, 1897
- Milichia Meigen, 1830
- Milichiella Giglio-Tos, 1895
- Pholeomyia Bilimek, 1867
- Ulia Becker, 1907

Subfamilia Phyllomyzinae
- Borneomyia Brake, 2004
- Costalima Sabrosky, 1953
- Microsimus Aldrich, 1926
- Neophyllomyza Melander, 1913
- Paramyioides Papp, 2001
- Phyllomyza Fallén, 1810
- Xenophyllomyza Ozerov, 1992